# Az Év Hala Magyarországon
Az Év Hala Magyarországon választást a Magyar Haltani Társaság kezdeményezi 2010 óta, hogy így is felhívja a figyelmet egyes halfajok jelentőségére, vagy esetleges veszélyeztetett voltára.

## A kiválasztott halfajok táblázata
| Év   | Kép                 | Név (tudományos név)                              | További azévi jelöltek (szavazatarány)        |
| ---- | ------------------- | ------------------------------------------------- | --------------------------------------------- |
| 2010 | Nyúldomolykó        | Nyúldomolykó (Leuciscus leuciscus)                |                                               |
| 2011 | Kősüllő             | Kősüllő (Sander volgensis)                        | Réticsík Sujtásos küsz                        |
| 2012 | Széles kárász       | Széles kárász (Carassius carassius)               | Lápi póc Szilvaorrú keszeg                    |
| 2013 | Menyhal             | Menyhal (Lota lota)                               | Leánykoncér (35%) Kurta baing (12%)           |
| 2014 | Magyar bucó         | Magyar bucó (Zingel zingel)                       | Sügér (40%) Garda (17%)                       |
| 2015 | Kecsege             | Kecsege (Acipenser ruthenus)                      | Galóca (25%) Vágó durbincs (15%)              |
| 2016 | Compó               | Compó (Tinca tinca)                               | Selymes durbincs (24%) Márna (16%)            |
| 2017 | Európai harcsa      | Európai harcsa (Silurus glanis)                   | Paduc (37%) Halványfoltú küllő (16%)          |
| 2018 | Balin               | Balin (Aspius aspius)                             | Fejes domolykó (33%) Kövi csík (29%)          |
| 2019 | Vörösszárnyú keszeg | Vörösszárnyú keszeg (Scardinius erythrophthalmus) | Szivárványos ökle (32%) Sebes pisztráng (24%) |
| 2020 | Fogassüllő          | Süllő (Sander lucioperca)                         | Csuka (38%) Német bucó (18%)                  |
| 2021 | Jászkeszeg          | Jászkeszeg (Leuciscus idus)                       | Fürge cselle (31%) Európai angolna (20%)      |
| 2022 | Bodorka             | Bodorka (Rutilus rutilus)                         | Széles durbincs (25%) Bagolykeszeg (20%)      |
| 2023 | Lápi póc            | Lápi póc (Umbra krameri)                          | Csapósügér (38%) Selymes durbincs (12%)       |
| 2024 | Réticsík            | Réticsík (Misgurnus fossilis)                     | Garda (30%) Lapos keszeg (21%)                |
| 2025 | Kurta baing         | Kurta baing (Leucaspius delineatus)               | Dévérkeszeg (30,7%) Vágó durbincs (26%)       |